# Megachile diodontura
Megachile diodontura is een vliesvleugelig insect uit de familie Megachilidae. De wetenschappelijke naam van de soort is voor het eerst geldig gepubliceerd in 1922 door Cockerell.